# The Lost Valentine
The Lost Valentine (titulada en España El San Valentín perdido, y en Hispanoamérica El amor perdido) es un telefilme de drama de 2011 protagonizada por Betty White, Jennifer Love Hewitt y Sean Faris. Se basa en la novela homónima de James Micahel Pratt, anteriormente titulada The Last Valentine. La adaptación para la televisión fue por Maryann Ridini Spencer y Barton Taney.

## Trama
Una joven periodista aprenderá que el amor puede trascender el tiempo y la distancia, al descubrir una historia que cambiará su vida para siempre cuando le toque entrevistar a una viuda de un veterano.  Ella ve que la viuda no ha estado con nadie más, y cada año en san valentin Caroline va a la estación de tren a esperar a su esposo el cual está desaparecido. Caroline tiene un hijo de Neil Thomas (su esposo) y ese hijo es llamado como el padre Neil Thomas, el cual le da un nieto y al pasar el tiempo Susan comprende el significado del amor y lo grande que es y se enamora del nieto de Caroline, Lucas Thomas. Susan ya tenía novio el cual le había pedido matrimonio, Susan no lo acepta debido a que se enamoró de Lucas, Susan le promete a Caroline que averiguara que paso con su esposo y va a Texas a entrevistar un hombre que sabe que paso con Neil Thomas, el esposo. y descubre que él podía ser salvado pero en vez de eso quiso salvar la vida de su amigo. Susan encuentra la ubicación del esposo de Caroline y logra su traslado a Estados Unidos. En el final, Susan se queda con Lucas y Caroline sale regando una rosa la cual fue la primera que el esposo planto y sale su música favorita con la que bailo con él por primera vez, se pone a bailar y atrás sale su esposo muerto bailando con ella.

## Elenco
- Betty White — Caroline Thomas (viuda)
- Jennifer Love Hewitt — Susan Allison (periodista)
- Sean Faris — Lucas Thomas (nieto de Caroline)
- Billy Magnussen — Teniente Neil Thomas Sr., USN (esposo de Caroline)
- Gil Gerard — Neil Thomas Jr.
- Will Chase — Andrew Hawthorne
- Nadia Dajani — Julie Oliver
- Meghann Fahy — Joven Caroline

## Lanzamiento
La película fue lanzada el 30 de enero de 2011. En España la emitió TVE 1 el 10 de septiembre del mismo año.